# Eric Javier Davis
Eric Javier Davis Grajales (Colón, 31 de març de 1991) és un jugador de futbol professional panameny, que actualment juga com a defensa al FK DAC 1904 Dunajská Streda i a la selecció panamenya. El maig de 2018 va ser seleccionat per participar amb la seva selecció a la Copa del Món d'aquell any a Rússia.